# Vincenzo Thoma
Pour les articles homonymes, voir Thoma.
 (mars 2010).
Si vous disposez d'ouvrages ou d'articles de référence ou si vous connaissez des sites web de qualité traitant du thème abordé ici, merci de compléter l'article en donnant les références utiles à sa vérifiabilité et en les liant à la section « Notes et références ».
Vincenzo Thoma (aussi connu sous le nom Vincent Thoma) est un auteur-compositeur d'origine italienne vivant au Canada.

## Biographie
Vincenzo Thoma est né à Rome en Italie mais, en 1994, il a décidé de s'installer au Canada où il a rapidement connu une certaine notoriété en tant qu'interprète.
Il a aussi été auteur, compositeur pour des artistes tels que Lara Fabian, Mia Martini, Roch Voisine, Marie-Elaine Thibert, Ima, Bruno Pelletier, Francesca Gagnon, Dan Bigras, Judith Bérard, Patrick Fiori, Chimène Badi, Marie-Pier Perreault, Suzie Villeneuve et d’autres. 
Il a composé et signé les arrangements de plusieurs titres dont J’ai Zappé, la chanson qui se trouve sur l’album Pure de Lara Fabian, mais aussi Since you’ve gone pour Roch Voisine, En attendant pour Chimène Badi, Mandami un pò di te pour Francesca Gagnon et la réalisation de l’album de Dominica Merola, Les signes du désir, sorti en 2006. 
Il a été aussi la voix de Aladin dans la version italienne de Aladin des productions Walt Disney et il a chanté avec Gino Vannelli. Il a composé une chanson qui s’est placée à la deuxième position du Festival de Sanremo interprétée par Filippa Giordano. 
En 2010 il présente Hits Amore Vol.1, en coréalisation avec Rick Allison et Stefano Galante, un album dans lequel il adapte une série de chansons originellement anglophones dans sa langue maternelle, l'italien. De nombreux auteurs-compositeurs, tels que Phil Collins, Sting, Lionel Ritchie, George Michael et Diane Warren, ont participé à ce projet.

## Discographie
Albums personnels
- Hollywood Cafe (1994)
- Sognero (1999)
- Romantico (2012)
- De Rome à Montréal (2015)

Compositions
- Qui restera, Suzie Villeneuve, 2008
- Audrey, Audrey De Montigny, 2004
- Entre nous, Chimène Badi, 2003 (pour le morceau En attendant)
- Lara Fabian (live), Lara Fabian, 2002 (pour le morceau Africa & Rio)
- Nue, Lara Fabian, 2001 (pour le morceau Rio)
- Chaque feu, Roch Voisine, 1999 (pour le morceau Comme)
- Lara Fabian (live), Lara Fabian, 1999 (pour le morceau J’ai zappé)
- Prends-moi, Patrick Fiori, 1998 (pour le morceau Me laisse pas)
- Pure, Lara Fabian, 1998 (pour le morceau J’ai zappé)